# Davit Mudžiri
Davit Mujiri, gruzinski nogometaš, * 2. januar 1978.
Za gruzinsko reprezentanco je odigral 25 uradnih tekem in dosegel en gol.